# 로스알파케스 참사
로스알파케스 참사(카탈루냐어: Accident del càmping Los Alfaques, 스페인어: Accidente de Los Alfaques)는 1978년 7월 11일 스페인 카탈루냐 지방 타라고나주에 있는 알카나르에서 일어난 교통 사고와 그로 인한 가스 폭발 사고이다. 고농도의 인화성이 높은 액화프로펜 23t이 들은 탱크트럭이 교통 사고로 인해 폭발하면서 트럭 운전자를 포함한 217명이 사망하고 200명 이상이 부상을 입는 피해가 일어났다. 처음에는 158명이 즉사하고 200명이 부상을 입었으나 나중에는 사망자수가 215명에서 243명으로 늘어났다. 일부 언론에서는 100여명이 영구적인 화상 후유증을 입었으며 수백명이 입원하였다고도 발표한다.

## 사고
1978년 7월 11일 14시 35분경, 트럭이 102km 정도를 운행하던 도중 로스알파케스 캠핑장 근처에서 교통 사고가 발생한다. 폭발 이후 완전히 타버린 트럭 운전자 시체에서 발견한 시계의 시각은 폭발 당시 14시 36분에 멈춰저 있었다.
폭발 직전 일어난 일에 대해서는 목격자들이 서로 진술이 엇갈리는데 이 진술 모두 합리적인 가능성을 가지고 있다. 일부 목격자들은 사고 당시 캠핑장에 닿기 전에서도 이미 탱크 안의 가스가 누출되고 있었다거나, 사고 현장을 지나가던 도중 큰 폭발소리와 누출되는 소리가 들려 운전사가 트럭을 정지했다는 목격담도 있었다.  또 다른 목격자들은 폭발음은 사실 타이어가 터진 것이며 트럭이 통제 불능 상태로 빠져버렸고 캠핑장 벽과 부딪쳐 트럭이 전복되었다고 한다. 두 경우 모두 탱크에서 유출된 프로펜 가스가 구름처럼 퍼져 캠핑장 디스코텍(클럽) 건물을 향해 동북풍을 타고 확산되었다. 하얀 구름이 캠핑장으로 퍼지면서 캠핑장 안의 사람들의 관심을 끌었으며 호기심에 다들 구름으로 접근했다. 가스 구름이 디스코텍 건물 안으로 번지자 가스가 점화원에 접촉해 불이 붙어 탱크트럭으로 다시 불이 옮겨붙었고 약화된 탱크 내에 가득찬 가스에 불이 한꺼번에 붙어 순간적으로 가스 폭발이 일어났다.
폭발 당시 캠핑장에는 총 800명이 있었으며(합법적 최대 수용인원은 260명) 폭발 반경 100-200m 안에 대략 3-400명이 있던 것으로 추정된다. 또한 트레일러와 탠트 등을 치고서 있었던 독일인 및 기타 외국인 관광객들도 수백 명이 있었다. 폭발할 당시 반경 300m 내 모든 것이 파괴되었으며 캠핑장의 90%가 파괴되었다. 폭발한 탱크 자리에는 깊이 2m, 반경 10m의 크레이터가 생겼다. 후에 가스 점화의 원천이 된 것으로 추정된 디스코텍 건물도 완전 파괴되어 안에 있던 대략 100여명의 모든 사람들이 사망했다.